# Metronet
Metronet ist ein ehemaliges privates Unternehmen, das für Unterhalt, Ersatz und Erneuerung der technischen Infrastruktur auf neun Linien der London Underground zuständig war. Darunter fielen Gleise, Züge, Signale, Versorgungsleitungen und Stationen.

## Hintergrund
Seit Januar 2003 ist London Underground in Form einer Public Private Partnership (PPP) teilprivatisiert. Der Unterhalt der Infrastruktur wurde durch private Unternehmen durchgeführt, während die Underground weiterhin im Besitz von Transport for London (TfL) bleibt. Im Rahmen einer Ausschreibung hatte Metronet für die Dauer von 30 Jahren einen Vertrag für die Linien Bakerloo Line, Central Line, Circle Line, District Line, East London Line, Hammersmith & City Line, Metropolitan Line, Victoria Line  und Waterloo & City Line erhalten. An Metronet waren fünf Unternehmen beteiligt: Atkins, Balfour Beatty, Bombardier, Électricité de France und Thames Water (ein ehemaliges Tochterunternehmen von RWE).
Im Jahr 2007 ging Metronet in Konkurs. Das Konsortium soll bereits seit November 2006 in finanziellen Schwierigkeiten stecken, nachdem es Aufträge zu überhöhten Preisen an die eigenen Mitglieder vergab. Versuche, vom Staat daraufhin mehr Geld zu erhalten, als ursprünglich vereinbart, scheiterten. Die Aktivitäten von Metronet wurden vollständig in TfL reintegriert; die Firma und das Logo existieren nach der Liquidation nicht mehr.